# بنج صحراوي
البنج الصحراوي نوع نباتي سام مخدر ينتمي إلى جنس البنج من الفصيلة الباذنجانية.

## الموئل والانتشار
موطن هذا النوع بلاد الشام ومصر.